# 角丸屋甚助
角丸屋 甚助（かくまるや/かどまるや じんすけ）とは江戸時代の書物問屋及び貸本屋。通称「下駄甚」。

## 来歴
衆星閣と号す。当初は、元飯田町中坂（現在の千代田区九段北あたり）の裏屋に住み、甚兵衛という名前で下駄の行商人をやっていた。このことから貸本屋及び書物問屋に転じたのちも「下駄甚」と呼ばれていた。寛政の頃までには麹町平川町二丁目に移り書物問屋として開業、天保の頃に麹町四丁目へのさらなる移転を経て、弘化年間まで商売を続けていたと見られる。狂歌本、絵本、読本といったものから往来物など一般教養書のようなものまで幅広く出版していた。
また、天明7年（1787年）に田沼意次の経済政策への批判である『下駄屋甚兵衛書上』を当時の関東郡代だった伊奈忠尊に提出した下駄屋甚兵衛と同一人物であると考えられている。なお、この『下駄屋甚兵衛書上』は日本経済叢書に翻刻されている。

## 評価
高木元の調査によれば計二十三点もの読本の刊記に名が載っている角丸屋は「江戸読本の板元としては一番多数の本の刊行に関わっていた」一大板元であった。その特徴としては蔵板元となっている読本の全てに葛飾北斎を使っている点、小枝繁の著作を多く出版していることなどが挙げられる。特に小枝繁との関係については「角丸屋甚助が育て挙げたという感もある」であったり、「早い時期に江戸読本を執筆できる作者を世に出した功績は、紛れもなく角丸屋甚助のものである」というような言葉で評価されている。さらには、山東京伝と曲亭馬琴に似たような世界観の作品を書かせることで競作状況の演出を試みたこともあり、プロデューサーとしての手腕もあった。
一方で、読本文化の中心にいた山東京伝や曲亭馬琴とは不仲であったことも有名である。『近世物之本江戸作者部類』の記述によると『新編水滸画伝』や『園の雪』の彫師、酒井米助が角丸屋甚助から給料を前借りしながらも鶴屋喜右衛門の依頼による仕事を優先させたことを受けて甚助が町奉行に訴えたことが全てのきっかけであった。そもそも米助へ鶴屋の仕事を紹介したのは馬琴であったために、角丸屋甚助は馬琴も共犯者として訴えたのだが、このことに激怒した馬琴は事件が示談で解決した後も角丸屋からの謝罪を受け付けなかった。結果『園の雪』も『新編水滸画伝』も未完のまま中断されることとなった。
馬琴はこのほかにも角丸屋について過去の不祥事を紹介したり、馬琴から原稿をもらえなくなった後接近した京伝とも諍いを起こした話を記すなど、「素より争訟を好」んだ人間として形容している。こうした事象に触れて長友千代治は角丸屋甚助には「人格の問題」があったとも結論づけている。
しかしながら、角丸屋甚助周辺の問題は全て彼の人格に原因があったという訳でもなかった。粕谷宏紀は『雅言集覧』の出版時、最初は角丸屋から刊行される予定だったのが須原屋伊八が『和歌八重垣』という本の内容にそっくりな類板に当たると異議申立てをしたためにこれが阻止された一連の事件について「須原屋ファミリーの一員である伊八が、比較的新しい、いわば成り上がり的存在の角丸屋甚助に版権類板の問題を持ち出して難癖をつけ」た「新旧業者の対立」だったと分析している。
高木も最終的な評価として、角丸屋は「大坂の書肆と提携して懸命に鶴喜等に対抗し」、「その程度が急激に過ぎて人気作者からは疎まれた」とはいえ、「ほかの作者を得て着実に江戸読本流行の一端を担ったのである」とまとめている。

## 作品
- 葛飾北斎  『そののゆき』5巻5冊 読本 文化4年（1807年） 曲亭馬琴作[11]
- 葛飾北斎 『絵本浄瑠璃絶句』1冊 絵本 文化12年（1815年）[12][13]